# 早岐客貨車区
早岐客貨車区（はいききゃくかしゃく）は、長崎県佐世保市早岐一丁目の早岐駅に隣接し、長崎本線・佐世保線・大村線の客車及び貨車が配置されていた日本国有鉄道の客貨車区である。

## 歴史
- 1951年（昭和26年）4月1日 - 早岐検車区と早岐車電区を統合し早岐客貨車区を設置。
- 1973年（昭和48年） - 14系寝台車が配置され、「あかつき」に投入される。
  - 1975年（昭和50年）3月からは日本海縦貫線の寝台特急「日本海」にも共通運用されており、異例の長距離運用として話題になった。大阪到着の「あかつき」から「日本海」へのバトンを受け持っていたことから、佐世保（九州）～青森間を往復していた。したがって、出庫から配置区の早岐区へ帰還するまでに5日間要したことになる。以降3年間は東北地方でも九州の「門ハイ」の表記を見ることができた。
- 1978年（昭和53年） - 14系15形寝台車が配置され、「あかつき」に投入される。これに伴って当区配置の14系の大半を尾久客車区（北オク）に転属させた上で、寝台特急「北星」「北陸」を20系から置き換えるとともに、青森運転所（盛アオ）から移管した「ゆうづる」1往復に充当した。なお、この際当区の14系が担っていた「日本海」の受け持ちが、青森運転所の24系に置き換えられたことに伴い青森への運用が消滅。
- 1984年（昭和59年）2月 - 早岐機関区と統合され廃止。統合後は早岐運転区となる。14系15形は向日町運転所（→京都総合運転所→現・吹田総合車両所京都支所）へ転属した。

分割民営化後は、JR九州が継承。1999年に佐世保鉄道事業部佐世保運輸センターとなるが、佐世保鉄道事業部は長崎鉄道事業部に統合。2014年には長崎駅構内の長崎車両センターの移転により当地に「佐世保車両センター」が設置されている。

## 主な担当列車
佐世保線を経由する客車優等列車の多くを当区で担当した他、共通運用で他地域の列車をも担当したことがある。
- 急行「西海」…愛称襲名と同時に品川客車区より移管（博多回転車両は竹下客車区が担当）。1976年（昭和51年）～1978年（昭和53年）に熊本客車区14系に交代したほかは、1980年（昭和55年）10月ダイヤ改正での廃止まで当区が担当。長崎車両区担当の「雲仙」との併結が東京便・大阪便の末期に見られた。
- 急行「さつま」…東京～鹿児島間の急行。「雲仙」とのダイヤ交換により、東京駅の同日折り返しが不可能になったことを機に、上り「西海」→下り「さつま」→上り「さつま」→下り「西海」の共通運用を組んだ。1年後に寝台特急「はやぶさ」が就役し、「さつま」の本州コースが廃止されたため撤退した。
- 急行「筑紫」…東京～博多間の急行。「さつま」の短縮後も東京の同日折り返しが不可能な状況が変わらないため、共通運用の相手を「筑紫」に変更した。末期には長崎区担当の「雲仙」「くにさき」と併結。「筑紫」利用者に備えて食堂車・1等寝台を組み込んだため、「雲仙」より「西海」の客車のグレードが高くなった。「筑紫」の電車化により撤退。
- 特急「あかつき」…1973年（昭和48年）に向日町運転所に24系寝台車を投入したため、14系が早岐区に転出。西鹿児島便・長崎/佐世保便・佐世保/大分便の3往復に充当された。その後は当区廃止まで担当し、1978年（昭和53年）10月ダイヤ改正で投入された14系15形は全車が当区に配置された。
- 特急「彗星」…1973年（昭和48年）に「あかつき」を担当した当初より、大分便1往復を佐世保便と併結して運転。山陽新幹線開業を機に併結を廃止した。
- 特急「明星」…「彗星」に代わり、筑豊本線経由の熊本便を担当。1978年（昭和53年）の減便を機に廃止、筑豊本線経由は「あかつき」佐世保発着列車のうち1往復が1985年（昭和60年）まで運行を引き継いだ。
- 特急「日本海」…大阪～青森間の寝台特急。「あかつき」西鹿児島便に代わり、1975年（昭和50年）より1978年（昭和53年）まで早岐区が担当。「日本海」は大阪発着のため、「日本海」を含む運用は、新大阪発着・向日町所整備ではなく、大阪発着・宮原客車区整備になっている。
- 急行「くにさき」…新大阪～大分間の急行。1978年（昭和53年）より1980年（昭和55年）まで「西海」と共通運用。併結相手は「雲仙」と共通運用の熊本便「阿蘇」が長崎区が担当。関西～九州急行4便を集約した列車で、1980年10月の減量ダイヤ改正で一挙に廃止された。

## 所属した車両

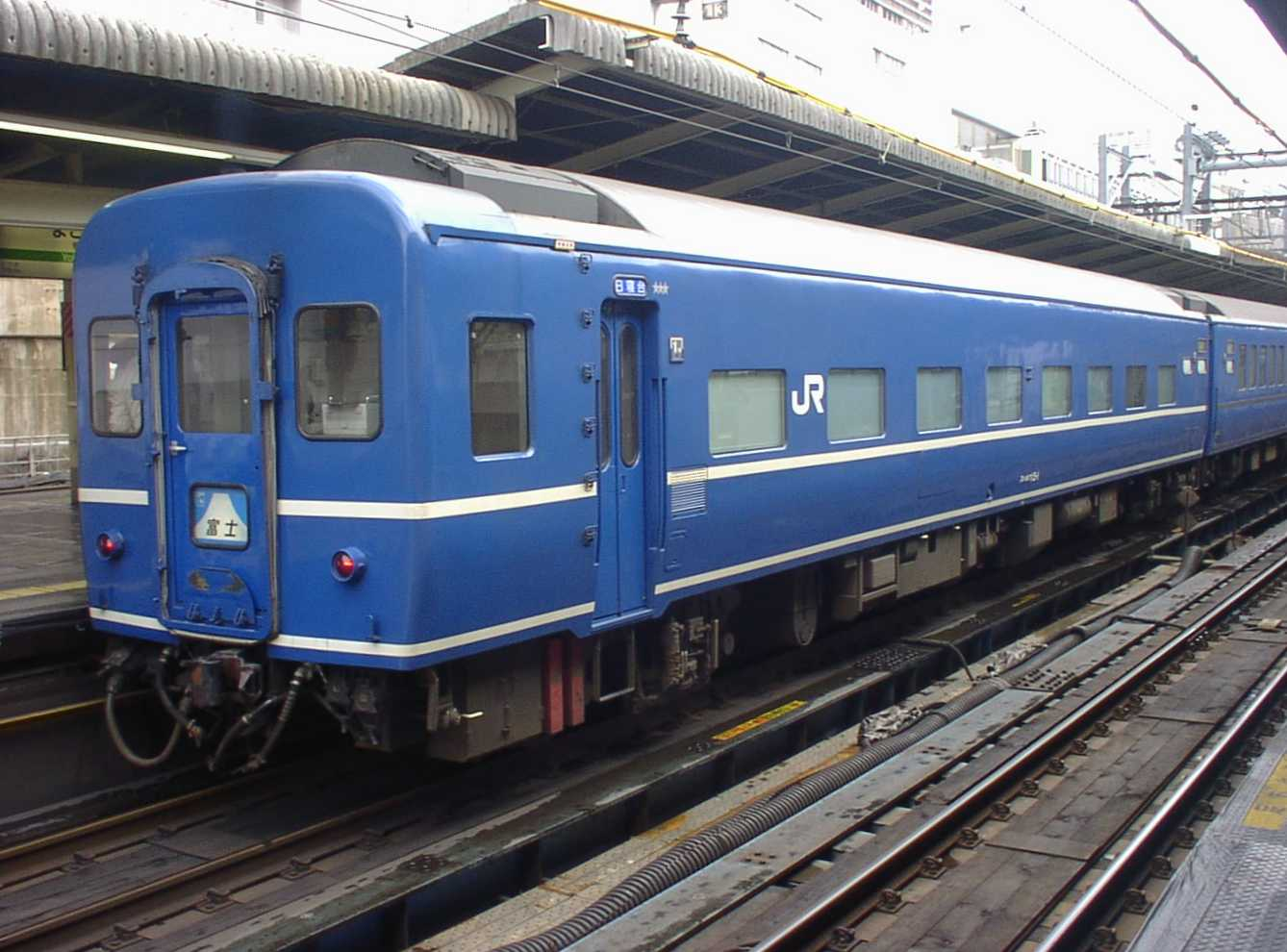
14系15形
（全車当区に新製配置）

### 客車
- 20系 - 「さくら」「あかつき」「はやぶさ」の付属編成用電源車マヤ20形が1965年から1972年まで配置されていた。
- 14系、14系15形
- スハ43系

### 所属車両の車体に記されていた略号
- 「門ハイ」 - 門司鉄道管理局を意味する「門」と、早岐を意味する「ハイ」から構成される。